# Jachthuisje (Prins Hendrik)
Het Jachthuisje van prins Hendrik is een rijksmonument in het park achter Paleis Soestdijk aan de Amsterdamsestraatweg 3 in Baarn.
Het wit gepleisterde jachthuisje is werd in 1834 gebouwd voor prins Hendrik, de derde zoon van koning Willem II en zijn vrouw Anna Paulowna. Op de gedenksteen in de gevel staat de inscriptie Den 1sten steen gelegd door Z.K. Hoogheid W.F.H. Prins der Nederlanden 31 October 1834. Het huisje heeft een groot overstekend rieten schilddak met een keperlijst. Boven de ingang in de voorgevel staat een halfronde luifel op twee zuilen.